# 埃瓦尔德·冯·克莱斯特
保罗·路德维希·埃瓦尔德·馮·克莱斯特（德語：Paul Ludwig Ewald von Kleist，1881年8月8日—1954年11月13日），第二次世界大战期间纳粹德国陆军元帅。
在法国战役期间，克莱斯特指挥德国的先头部队第1装甲集团军，其中包括海因茨·古德里安的装甲军团。他的部队率先通过阿登森林、包抄马其诺防线。他的装甲师最终深入法国，导致英法联军被包围并最终失败。
克莱斯特在1942年德国在俄罗斯南部的夏季攻势的最后几天被任命为A集团军群总司令，1943年获封元帅。1944年3月德国在乌克兰右岸战败后，他与希特勒在战略决策上的分歧导致他被解职。
战争结束后，克莱斯特作为战犯被判处25年监禁，1954年病逝于苏联弗拉基米尔伏拉迪米爾中央監獄，为死于苏联监禁的军衔最高的德国战俘。1955年阿登纳总统访俄，克莱斯特的遗骸被挖出并殓以元帅制服被运回德国安葬。

## 早年生平

### 累世军侯
克莱斯特生于普鲁士王国的黑森-拿骚省，他的家族是波美拉尼亚的容克贵族克萊斯特家族，被誉为琴剑之家。克莱斯特的高祖父克里斯托弗·雨果·冯·克莱斯特（Christof Hugo von Kleist）是腓特烈大帝麾下的将军，其子孙历代都有勇敢的军人。但克莱斯特本人却并不出身于军人家庭。他于1881年8月8日出生在布劳恩费尔斯的一个教授家庭。高中毕业后，克莱斯特被送往野战砲兵第3团任见习军官，一年之后晋升上尉。1906年任营副官，一年后任团副官，1910年晋升中尉，并考入军事学院受训。

### 一战服役
1913年军事学院毕业后，克莱斯特被派到驻卡塞尔的骠骑兵第14团任职。一年后，在担任驻但泽近卫骠骑兵第1团的上尉连长时，曾参加坦能堡战役。1916年任第17军司令部，第二年任近卫骑兵师首席参谋官。该骑兵师于1917年11月被调往西线，曾参加过兰斯、香檳与默茲河等地的战斗，

## 战间期
1918年德意志帝国崩溃，克莱斯特上尉加入自由軍团，后投奔国防军步兵第6師指挥部，1921年7月晋升少校。1922年起在汉诺威的骑兵学校任战术教官，1926年晋升中校，1928年任驻布雷斯劳骑兵第2师参谋长，次年任第3师参谋长并晋升上校。1931年任驻波茨坦步兵第9团团长，第二年任骑兵第2师少将师长。希特勒掌权后不久即晋升中将。
1936年，由于扩充军备，克莱斯特晋升骑兵上将，任驻布雷斯劳的第8军军长。1938年他反对国社党的行为，参加反希特勒的密谋活动，因而被免职退役。后来根据1939—1940年的动员计畫，克莱斯特重新入伍并被任命为赖歇瑙第10軍團属下的第1裝甲軍團司令。

## 二战生涯

### 波兰战役
战争爆发后，克莱斯特的裝甲军迅速突破了克罗伊茨堡以东的波兰防线，在拉多姆附近包围了波兰军队，并與北邊古德里安的戰車会师。装甲部队独立作战获得胜利，是军事史上的第一次，克莱斯特和古德里安以装甲兵一线指挥官的身分获此殊荣。

### 横扫西欧

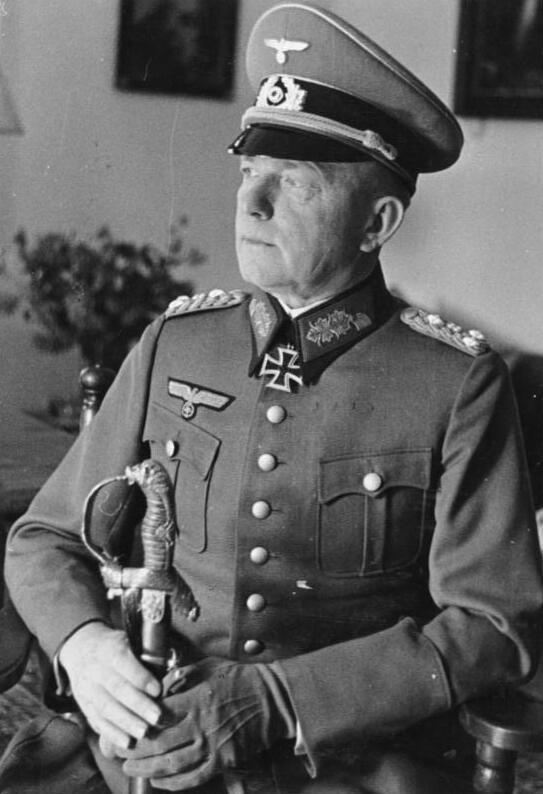
1940年的克莱斯特

1940年实施西方攻势的时候，克莱斯特任A集团军群的裝甲兵團司令，下轄2個裝甲军共5个师和一个步兵军共5个摩托化步兵师，成为战役突击主力。5月10日，攻击开始，当博克的B集团军群猛烈地衝向荷兰与比利时的阵地时，倫德施泰特的A集团军群也攻向南比利时和卢森堡，在前面突进的是克莱斯特的裝甲兵團。克莱斯特以古德里安的裝甲军担任第十二軍團的前卫，摧毁了卢森堡边界的障碍构筑，进攻第一天晚上就突破了比利时军队的边界防御。接着迅速向蒙泰梅进攻，沿途克服了种种障碍，通过了狭窄难行的山路，渡过了瑟穆瓦河，于12日晚，3个裝甲师的先遣部队齐抵河，夺取了该河东岸的色当。在摩托化步兵师进抵默茲河后，克莱斯特立即命令已到达默茲河西岸的古德里安裝甲军向西、南两个方向分兵前进。
另一支由莱因哈特将军率领的裝甲军奉克莱斯特的命令于5月13日在蒙特梅稍往北处强渡了默茲河。其他摩托化步兵师已开进到迪南、蒙特梅和色当附近。由于克莱斯特装甲部队的神速进展，为德军第4、第12軍團创造了极佳的进攻条件，粉碎了法军防御作战的企图。法军第二軍團曾企图由南突入色当附近的登陆场地域，被德军第十裝甲师的顽强防御所阻止。24日，正当克莱斯特的裝甲部队抵達圣奥梅尔和格拉沃利讷两市之间的阿河一线，并派出先头裝甲部队向贝蒂讷和朗斯进行侦察，准备沿拉芒什海峡向英军和法军进攻时，却接到了希特勒停止前进的命令。克莱斯特对此感到莫名其妙，眼睁睁地看着英法军队逃脱了被歼灭的境地。
德军右翼这时调整下部署。在雷泰勒以北第12軍團后方，组建了由古德里安]军指挥的裝甲兵團，下辖四个裝甲师、两个摩托化步兵师。从亚眠、佩罗纳登陆场发起进攻的两个裝甲军，合编成一个裝甲兵團，由克莱斯特指挥。
6月5日，克莱斯特的裝甲部队遇到了法军的顽强抵抗。德军戰車向法军防御阵地发起数个波次的猛攻，都无法楔入进去，而法国空军却对德军集中的戰車队形实施了猛烈空袭，使克莱斯特遭到不小的损失。6日，克莱斯特指挥自己的戰車终于突破了法军阵地，两个裝甲军继续向南挺进，开入贡比涅、努瓦永地域。9日，突破贡比涅法军防御。此时，克莱斯特接到德军统帅部的决定，把部队前调，在兰斯以西向南进攻。11日，迅速前调的克莱斯特裝甲兵團各先遣支队在蒂耶里堡地域抵达马恩河，并佔领了该地以东的兰斯。随后继续向南越过里昂而到达伊泽尔河。法兰西战役于6月22日结束。克莱斯特在战役中获得騎士鐵十字勳章，并晋升大将。

### 南下巴尔干

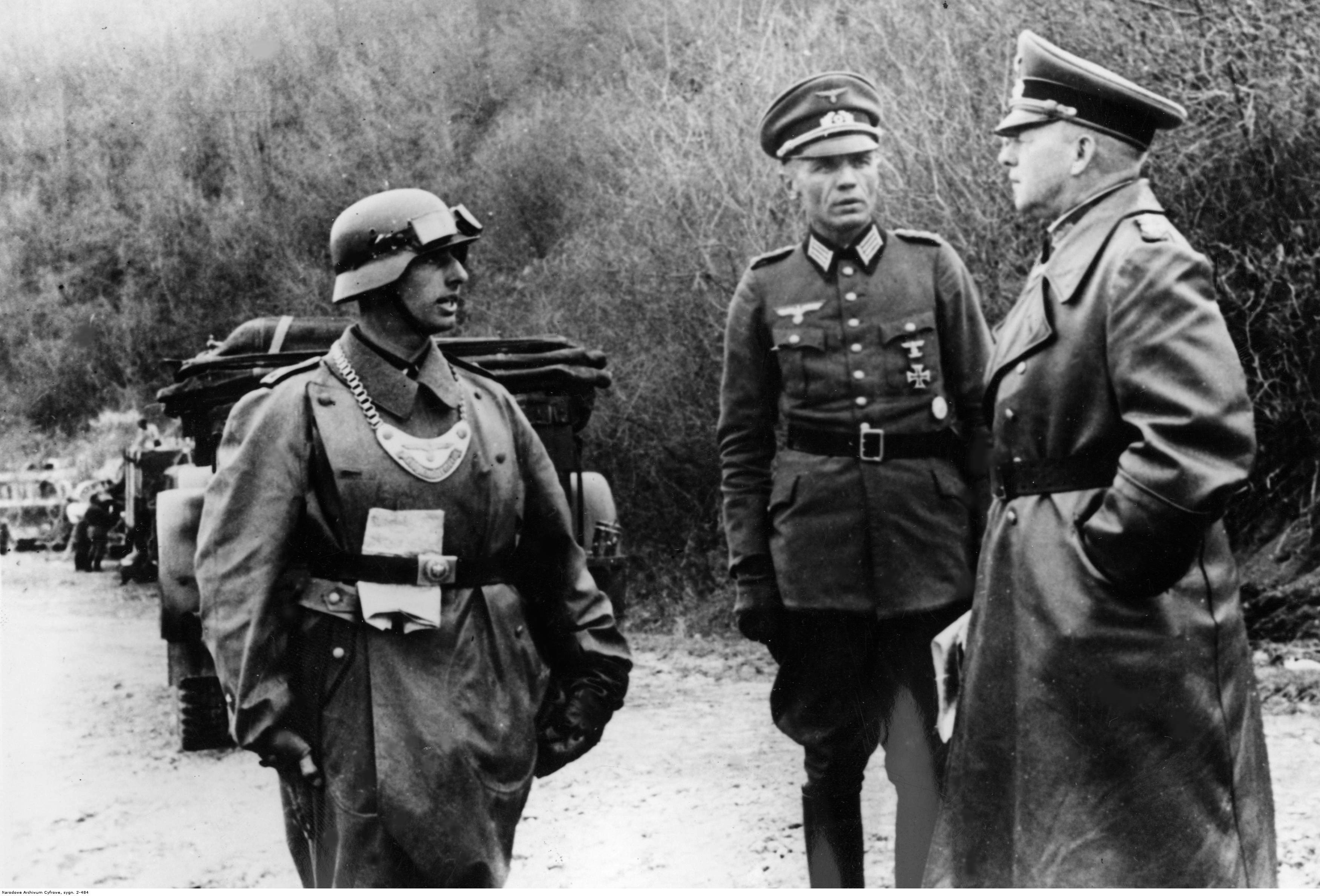
入侵南斯拉夫期间，克莱斯特和第1装甲集团军的官兵交谈

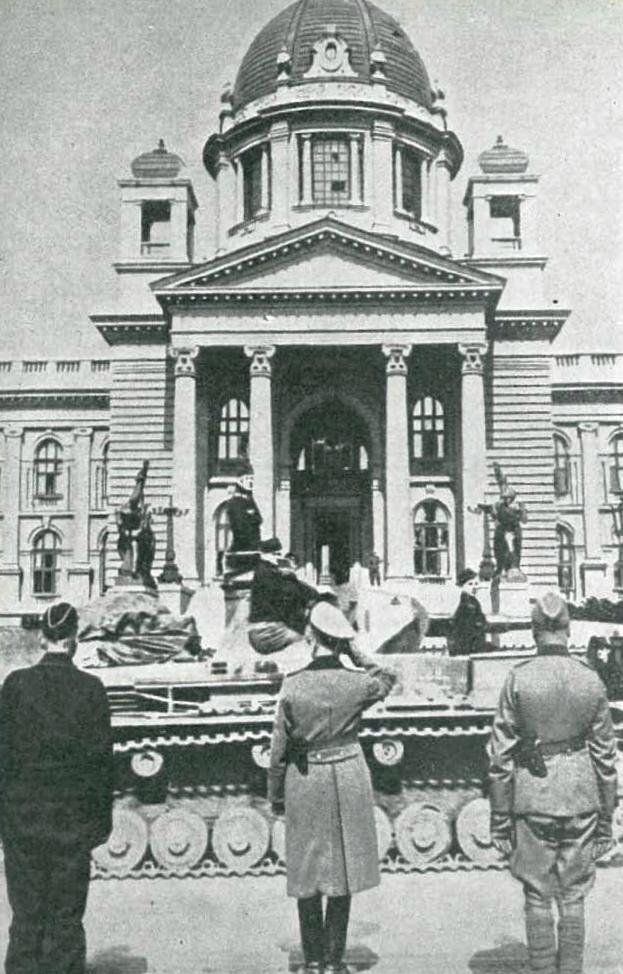
1941年4月14日，在貝爾格萊德閱兵的第1裝甲兵團隊列，照片中間敬禮者為兵團司令埃瓦爾德·馮·克萊斯特大將，背景為塞爾維亞國會大廈

为实现希特勒控制巴尔干半岛的企图，克莱斯特上将指挥德军第1裝甲兵團参加了向贝尔格莱德进攻的作战（参见巴尔干战役）。1941年4月8日，克莱斯特率部从索非亚西北越过南斯拉夫边境，对南斯拉夫第五軍團南翼实施进攻。在砲兵和空軍的强大火力支援下，德军第1裝甲軍團沿索非亚一尼什铁路两侧迅速推进，第一天就完成了突破。9日晨，德军坦克衝进了尼什市，立即沿摩拉瓦河谷继续北进。
克莱斯特把南斯拉夫第5軍團劈成了两半，一半退过了摩拉瓦河，一半仍留在河东。德军戰車穿过密集的南斯拉夫军，于4月11日晚从南进至距贝尔格莱德仅80公里处，在此与退却的南斯拉夫第6軍團南翼遭遇，兩軍展开了激战。次日，南斯拉夫军遭击溃。日終前，克莱斯特的先头部队已佔领贝尔格莱德以南诸高地。12日当天，德军魏克斯的第2軍團的裝甲师由西北进抵该地。17日，南斯拉夫军被迫投降。23日，希腊军投降，克莱斯特一路迅猛追击英国远征军，于27日进抵科林斯湾，并进入雅典。在伯罗奔尼撒半岛，英国远征军遭到突进的克莱斯特裝甲部队重创，伤亡慘重。继之，克莱斯特马不停蹄地奉調率部开往罗马尼亚。

### 苏德战场

#### 巴巴罗萨
在蘇德戰爭開打后，在德军第6軍團及第17軍團之间配置的克莱斯特第1裝甲兵團，負責突穿苏军在俄罗斯拉瓦和科韦利之间阵地，並经由别尔季切夫和日托米尔进抵基辅地域的第聂伯河及其下游地區。德军统帅部希望克莱斯特能从那里继续向东南挺进，以便向苏军后方实施突击，阻止苏军退过第聂伯河。
克莱斯特率部向达罗夫诺和卢茨克地区進發，他以600辆戰車對抗苏军布琼尼元帅指挥的2,400辆戰車，並陸續在南面及北面多次击退苏军的猛烈反攻，迫使苏军不斷后退，7月4日，他率第1裝甲兵團进抵斯卢奇河以西地域。经過12天的激战，克莱斯特虽取得了不小战绩，但未能像計畫中的那样挺進。
5日，第1裝甲兵團在克莱斯特指挥下又向南方突进，开始对“斯大林防线”进攻。并在沃伦斯基新城及其以南地域突破成功，几天后进抵战役地区。夏季的暴雨使裝甲部队遇到很大阻碍，克莱斯特在一个星期多的日子里，不得不一面在泥水里爬行，一面應付苏军的猛攻，好不容易推进到白采尔科维，正打算转向东南进攻时，却被迫在苏军新增兵力的强大突击下分兵进行防御。直到德军第6軍團部队與之會合後，克莱斯特才又继续向东南方向前进。他企图迅速在南布格河与德涅斯特河之间推进，包围向德涅斯特河退却的苏军，完成自己的任务。

#### 右翼护卫

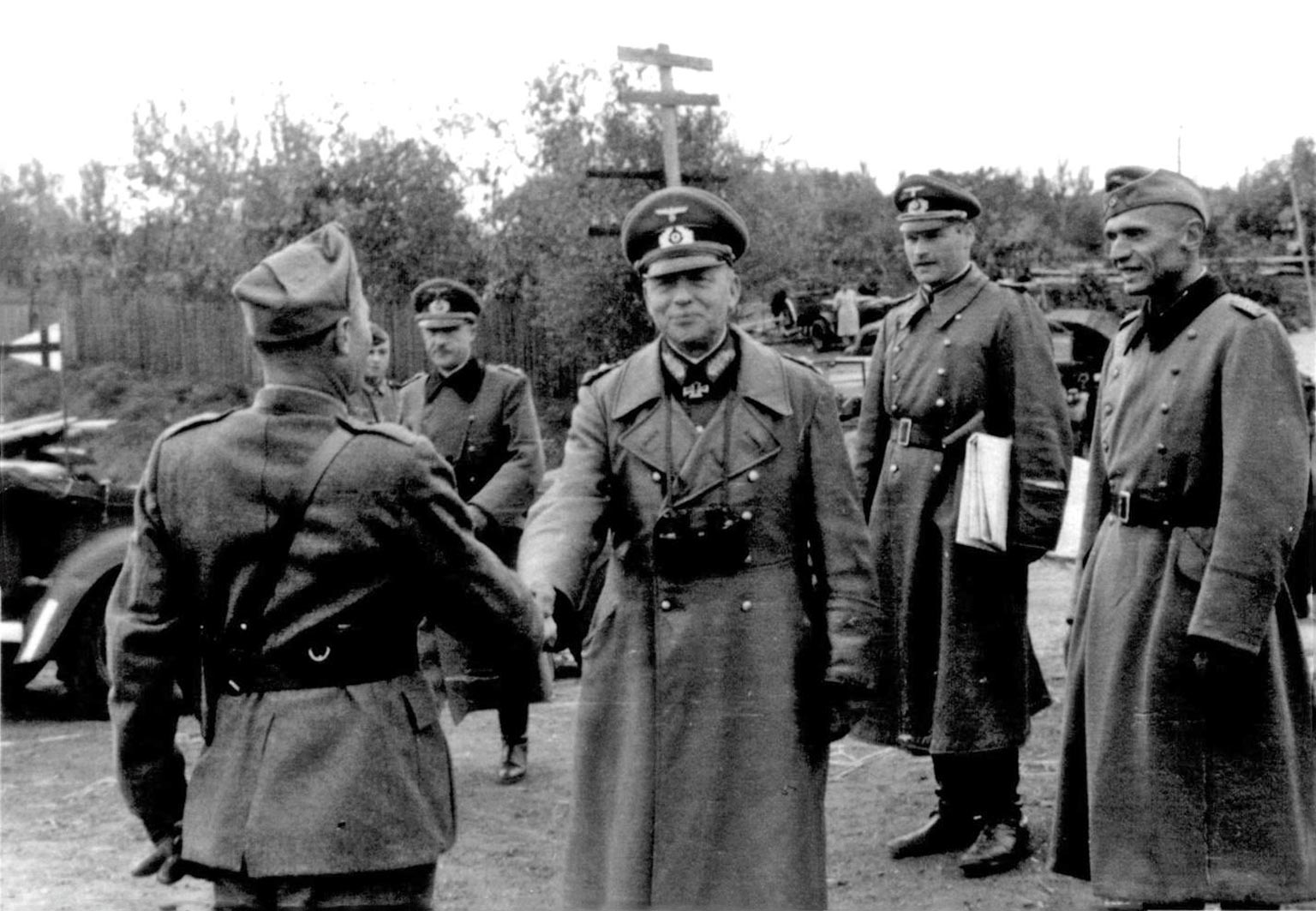
克莱斯特视察第聂伯罗斯克的前线

德军第1裝甲兵團在支援第6軍團向乌曼方向进攻的同时，击退了苏军多次反攻，深远突進到苏军后方，並於27日在东南切断了苏军退路。8月2日，第1裝甲兵團与在五一城以北实施深远推进的第17軍團南翼会师，形成包围圈。8月8日，包围圈内的10万多苏军遭殲滅。满怀喜悦的克莱斯特率部再向东南方前进。以图追击未遭合围的苏军，把苏军兵力尽可能多的堵截住。
克萊斯特兵分三路，分别经五一城沿南布格河，经基洛夫格勒向大工业中心克里沃罗格，由克列缅丘格以南地域向东南推进，击溃了第聂伯河以西地区的苏军残余兵力。8月20日前夺佔了由切尔卡瑟到赫尔松的整个第聂伯河弯曲部，还在东岸夺取了两个渡口。到24日，该河以西直到河口尽落入德军手中。在25日的激战中，克莱斯特在第聂伯罗彼得罗夫斯克附近击溃了苏军，建立了对下一階段作战十分有利的出发阵地。

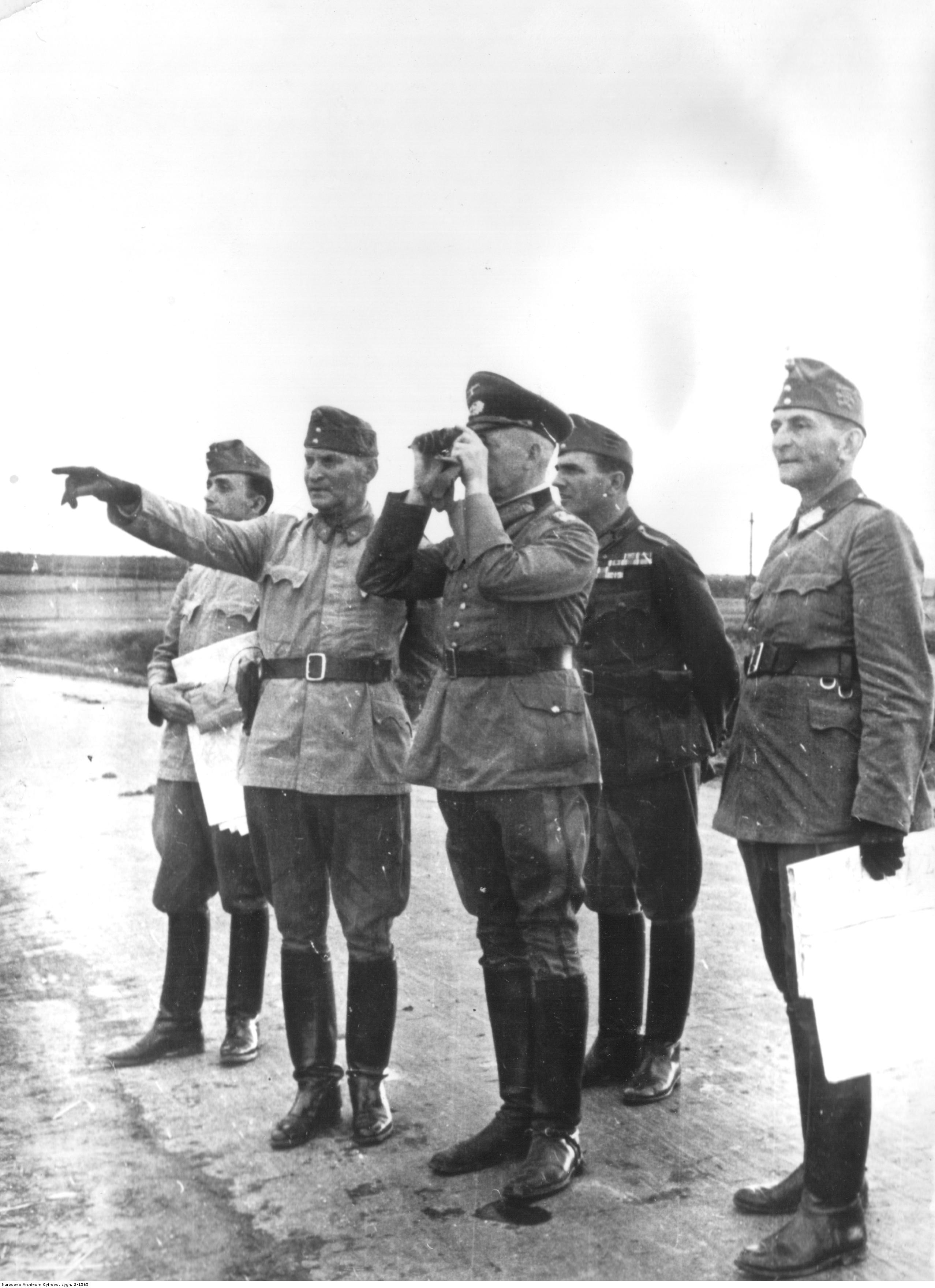
1941年9月在第聂伯河的匈牙利将军米克洛斯·贝拉（左二）和 克莱斯特（带着双筒望远镜）

德军第1裝甲兵團在9月10日从所攻佔的渡口发起突襲，至16日在洛赫维察地域与第2裝甲兵團会师，封闭了基辅、切尔卡瑟、洛赫维察合包围圈。苏军为解救被围部队，一面组织兵力从东面向包围圈进击，一面命令包围圈内的部队突围。战斗非常激烈，德军出动大量空军对增援的苏军进行了不间断的轰炸，以阻止其企图。德军戰車经反复突击，终于以重兵分割开包围圈内的苏军各軍團。会战于9月26日结束时，共有65万苏军被俘，884辆苏军戰車被缴获（参见基辅战役）。克莱斯特在此役中的指挥作战能力，深受希特勒讚赏。
当曼斯坦因将军接替阵亡的舒伯特上将指挥第11軍團攻向克里木时，克莱斯特率领在基辅交战获胜的裝甲部队在第聂伯罗彼得罗夫斯克地域强行渡河，首先击溃了渡口附近的苏军5个师，接着瓦解了苏军在扎波罗热以北第聂伯河的防御。他的及时赶来，對正在与德军第11軍團交战的苏军后方構成巨大威胁。德军第1裝甲兵團和第11軍團包围了退却缓慢的苏军，经过5天时间的“亚速海会战”，歼灭了苏军两個軍團。
由第1裝甲兵團改称为第1裝甲軍團的克莱斯特部队，向东追击溃退的苏军残部，会同第17軍團南翼强渡了北顿涅茨河，10月20日以一部夺佔了位于重要工业区中心的斯大林诺市，另一部推进到塔甘罗格。随后克萊斯特部隊碰上了艰难的雨季，陷入泥泞难以自拔，德軍戰車猶如爬行的乌龟。等克萊斯特到达罗斯托夫以北地域时，已是11月中旬了。严寒在这时候来临，克莱斯特的车辆一部又一部地抛锚在路上，冻得没法发动。当德軍第1裝甲軍團右翼的一个军开始向罗斯托夫进攻时，苏军三个軍團在苏联元帅铁木辛哥指挥下展開反攻，擊退了德军第1裝甲軍團的側翼部队，使其失去掩护，迫使第1裝甲軍團放弃已夺佔的罗斯托夫，退至米乌斯河对岸。这是克莱斯特首度品尝大败的滋味，一下子损失了200多辆戰車和许多火砲，伤亡了2万多人（参见罗斯托夫战役）。
德軍在苏军强有力的反击下退出罗斯托夫，此番失利的责任，由下此命令的德军南方集团军司令倫德施泰特元帅承担了，他因此被希特勒免职，赖歇瑙元帅接替了他的职务。希特勒下令停止一切退却，而赖歇瑙也守不住原来阵地，被迫退至米乌斯河一线。

#### 征战高加索

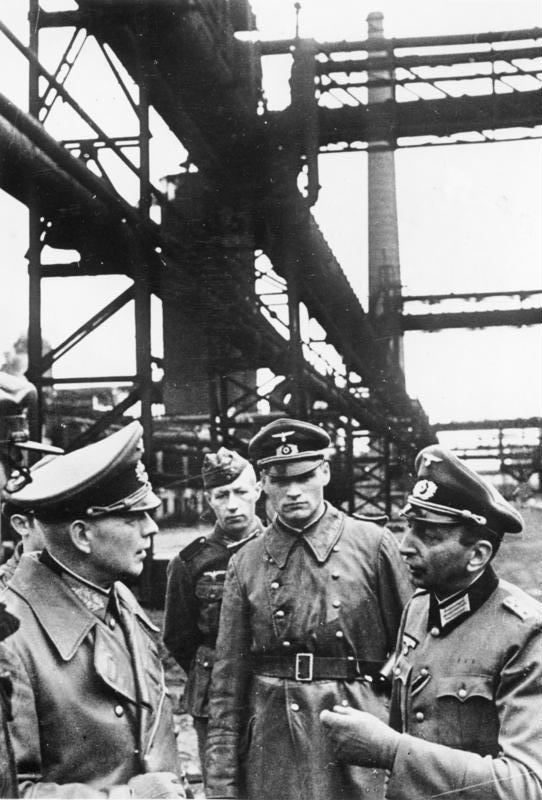
克莱斯特视察南乌克兰的钢铁厂

在1942年6月底前，德军南方集团军分成了两部分：一部为A集团军群，由李斯特元帅指挥；一部为B集团军群，由博克元帅指挥，准备对苏军进行新的攻势。
克莱斯特的第1裝甲軍團隶属於A集团军群，承擔从伊久姆地域向北顿涅茨河与顿河之间实施突击的任务。德軍的攻勢於6月28日开始，克莱斯特从有利的出发阵地一举突破了蘇軍防御，进入追击。其南翼沿北顿涅茨河推进，7月10日夺取了米列罗沃地域。随后克莱斯特率军折向东南，7月底前已进至新切尔卡斯克和齐姆良斯卡亚之间的顿河沿岸。
战役现在进入了决定性阶段。斯大林命令铁木辛哥停止任何退却；苏军面前只有一个选择：胜利，或是死亡。
在顿河下游防守的苏军无法击退德军的猛攻，德军第1裝甲軍團配合第17軍團于7月22日再次攻克罗斯托夫，並强渡顿河，但克莱斯特的左翼部队却被苏军激烈的反擊阻擋在顿河边上，经较长时间的战斗才成功渡河跟上友軍。7月的最后几天，德军渡过了马内奇河；8月8日切断叶伊斯克一巴库铁路，进抵库班河，夺取了迈科普石油区。克莱斯特的成功，除了歸因於他的指挥才能和部队的善战外，也因为第四裝甲軍團的一些部队调入他麾下，因而加强了其部的战斗力量。
9月初，斯大林格勒地域日益加剧的紧张局势已在高加索战线表现出来，克莱斯特不得不把自己手中的大量高射砲單位、数个摩托化步兵师和所有配合作战的空軍單位再交给第4裝甲軍團。9月10日，希特勒将与他意见不合的A集团军群总司令利斯特元帅免职，並自己指挥了3个月之后，才任命克莱斯特继任為A集团军群司令，隨後克莱斯特晉升為为元帅。
克莱斯特元帅上任时，在苏军压迫下，A集团军群的正面已成一个经新罗西斯克、迈科普和纳尔奇克以南延伸到莫兹多克的大弧形局面。A集团军群左翼与罗斯托夫的直线距离差不多有60公里，而当时苏军已进至距该地70公里处；假如第四裝甲軍團不能在罗斯托夫以东阻止苏军的推进，那么A集团军群的所有退路都会被切断。克莱斯特紧急将这种情况回报给统帅部，在總参谋长蔡茨勒的協助说服下，希特勒才下達了从高加索撤退的命令。克莱斯特以他的灵活机动，指挥两个軍團避开了苏军的合围，并以第1裝甲軍團所属部队及时前進，以增强第四裝甲軍團在马内奇河以南的防御，使退却部队能在罗斯托夫两侧渡过顿河。这些部队的及时赶到，正好也支援了陷入困境的霍利特兵團。尔后，第17軍團沿库班河两岸退到库班基地进行坚守。

#### 南乌拉锯

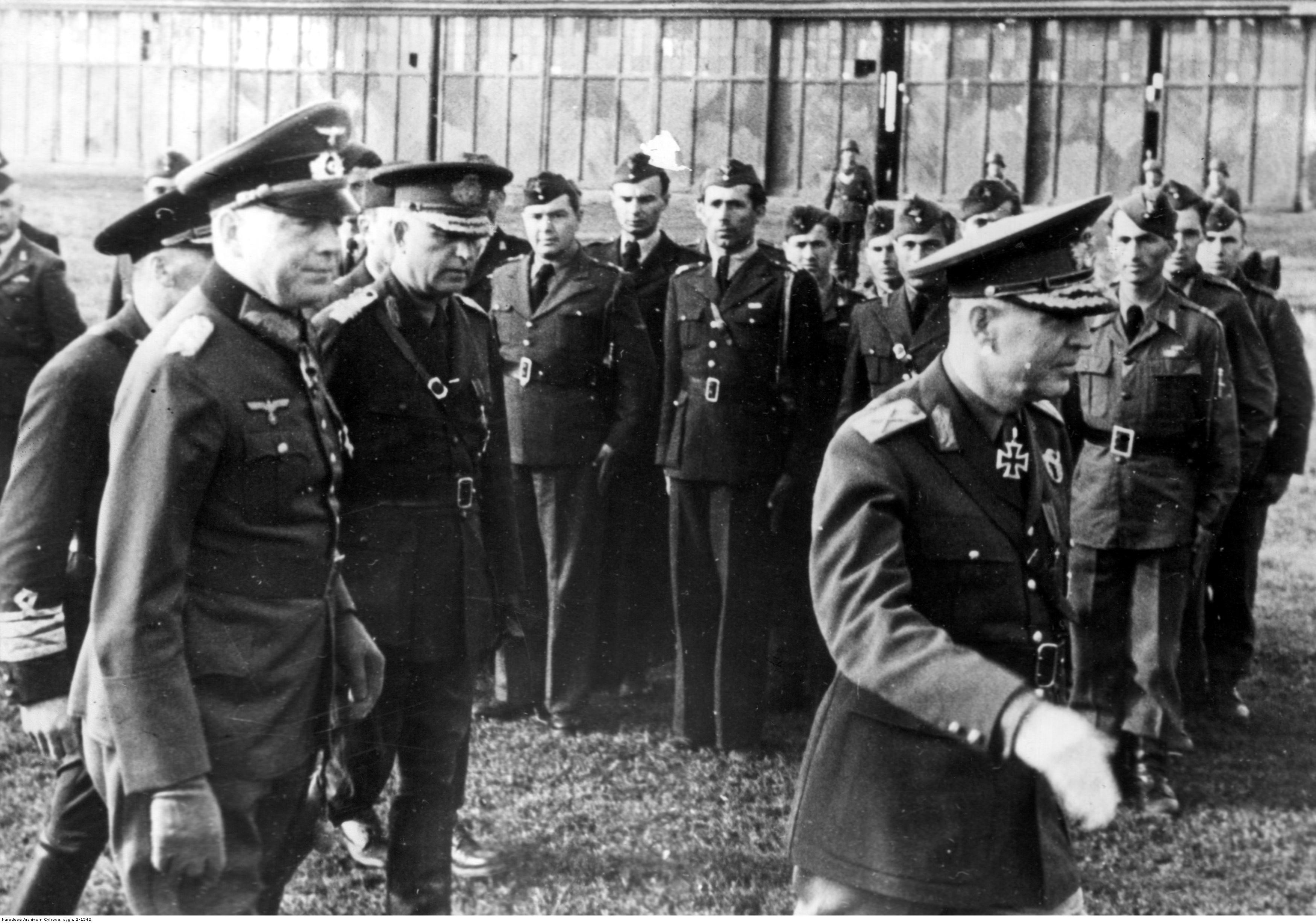
1942年6月，罗马尼亚的扬·安东内斯库与克莱斯特在前线视察

1943年1月30日，德军第6軍團在斯大林格勒被苏军围歼（参见斯大林格勒战役），司令官保卢斯元帅被俘。苏军的深入突击逼使克莱斯特的部队后撤。他们在德军肯普夫兵團和第1裝甲軍團之间打开了一个大缺口，而且立即利用这一态势，经洛佐瓦亚和巴尔文科沃南下，尔后通过巴甫洛格勒，几乎推进到了第聂伯罗彼得罗夫斯克和扎波罗热。
为反击苏军的进攻，克莱斯特把所属的一些师调给了曼斯坦因元帅用于2月22日开始的反攻，德军于3月15日重佔哈尔科夫，在利西昌斯克、斯拉维扬斯克地段，苏军被逐过了北顿涅茨河，于是德军的各軍正面又连接起来。克莱斯特自己的A集团军群经过反攻，也于3月底重新佔领了哈尔科夫与塔甘罗格一线阵地。
7月17日，苏军对克莱斯特的A集团军群发动了猛攻，北顿涅茨河的伊久姆两侧及伏罗希洛夫格勒以西战況紧张，而在米乌斯河的古比雪夫地域，苏军深深楔入了新编第6軍團的阵地，克莱斯特只好调遣庞大预备队前去援救；7月30日，他亲自指挥德军3个步兵师、4个裝甲师和1个摩托化步兵师实施的反擊格外激烈，經過3天苦戰，好不容易夺回了宽20公里、纵深10公里的地域，此一战果让克莱斯特鬆了口气。
这段时期，克莱斯特的防御战术比较出色，他在防御纵深内受到致命威胁的地段后面预先集中必要的预备队，待苏军突破后企图扩大战果时，先以较小的兵力进行顽强的消耗作战，然后再用强大的预备队实施突然性的逆襲，往往能很快夺回失去的阵地。这种戰术既能使对方付出巨大代价，又能较长时间巩固防御。不過，在後來预备队逐漸消耗殆盡的情况下，该战术就漸漸起不了太大作用了。
8月，苏军以优势兵力突破了曼斯坦因元帅南方集团军的防御，迫使德軍南方集团軍向第聂伯河退却。克莱斯特的A集团军群在米烏斯河的防御，也被大规模进攻的苏军突破，8月29日丢了塔甘罗格，顿涅茨工业区各大中心城市也一个接一个落入苏軍手中。9月8日，苏军进入斯大林诺，只剩下一个摩托化步兵师充作预备队的A集团军群實力已大大削弱，不得不加速向第聂伯河下游退却。25日，克莱斯特退抵第聂伯河，他指望在这宽阔水面障碍的掩护下获得喘息的机会，休整自己的部队；同时，归克莱斯特指挥的库班基地守军也在激战后被迫放弃了新罗西新克、阿纳帕、库班，经刻赤海峡撤退。

#### 保卫刻赤
10月，苏军乌克兰第4方面军与德军A集团军群的新编第6軍團在梅利托波尔苦战一週，蘇軍最终突破了德军防御，并夺佔了大片土地，接著蘇軍再以一部兵力挺進彼列科普地峡，切断了克里木德军各部的陆上交通线；苏军一些軍團直抵第聂伯河边，克莱斯特死死扼守尼古拉耶夫地域渡口，击退了苏军渡河的企图。
刻赤地域的德军第17軍團顶住了登陆的苏军，也坚守住了克里木半岛。
時至12月，克莱斯特在苏军强大的攻势下，被迫放弃了赫尔松地域的渡口，向后退却到尼科波尔等地域；由于苏军此際正在变更部署，使克萊斯特得到了短暂的喘息时间。希特勒要求克莱斯特和曼斯坦因继续扼守在這個向东突出的德军防线，可是这个要求在苏军的砲火下破灭了，克莱斯特右翼的新编第6軍團受到苏军压迫，不得不從尼科波尔退到因古列茨河。
希特勒想得到普洛耶什蒂石油区，指望通过继续扼守克里木半岛和保住各軍團过于突出的南翼，对這塊石油區提供可靠的掩护。希特勒宣称：如果继续向东南欧撤退，德军的威名就会进一步受損；但他忽视了战鬥準则，导致德军由高加索和伏尔加河朝向第聂伯河的大溃败。

#### 战局恶化

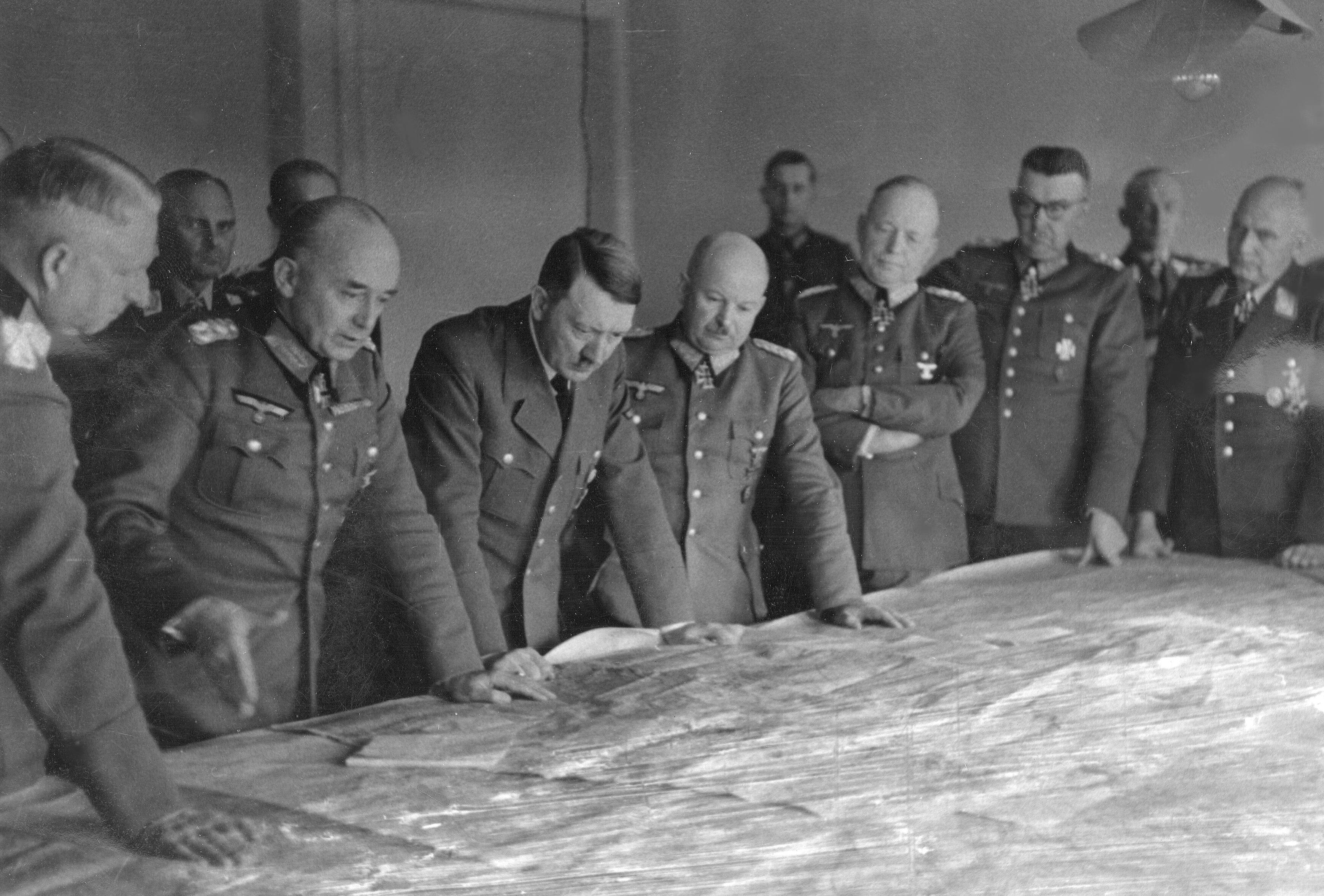
1943年3月，希特勒在与陆军元帅克莱斯特和曼施泰因的参谋会议上

苏军变更部署後，於1944年3月初发起进攻。德军曼斯坦因的南方集团军被苏联元帅朱可夫指挥的乌克兰第1方面军和苏联元帅科涅夫指挥的乌克兰第2方面军一举击溃。此時，克莱斯特的A集团军群也在进行苦战，并且常常处于危急之中。由于不断遭到乌克兰第3方面军的攻击，A集团军群的北翼又受到压迫，克萊斯特只好從因古列茨河退到了季利古尔河對岸。陷入极端艰难境地的克莱斯特妄想说服希特勒及时放弃第聂伯河下游的最后一个基地，因为該地无论如何都已无助于被孤立的克里木半岛，但希特勒堅決拒絕此議。经过連串的血战，A集团军群退过了因古尔河与由一些深海湾构成的独特半岛。由於苏军乌克兰第3方面军的中央部队已在新布格西南强渡了南布格河，克萊斯特遂将还在新乌克兰卡和新阿尔汉格尔斯克两地防守突出部的德军各师撤过布格河，以避免遭到围歼。同时，A集团军群又经尼古拉耶夫实施了退却；由于苏军的不断突破及從第聂伯河南岸和金伯恩半島进行袭扰，使德軍的退却变得异常艰难，遭受极大损失。尼古拉耶夫于3月底被苏军攻克。
希特勒与两个集团军的司令——曼斯坦因元帅和克莱斯特元帅之间的关系变得非常紧张，他们被希特勒視為德军在1944年3月失利的祸首。

#### 授勋引退
3月30日，希特勒召见了曼斯坦因和克莱斯特两位元帅，在给他们佩戴上钻石双剑银橡叶骑士十字勋章的同时，解除了他们的指挥职务，并由莫德尔元帅和舍尔纳上将取而代之；两个集团军也分别改称为「北乌克兰集團軍」和「南乌克兰集团军群」。
遭解職的克莱斯特最初退居于西里西亚，过了段安静的日子。当战争逼近德国边境时，他又迁居到下巴伐利亚的米特费尔斯。1944年7月20日密谋案后后，他被盖世太保逮捕。尽管他的堂兄埃瓦尔德·海因里希·冯·克莱斯特-施门津是主要密谋者，但他们无法找到证明克莱斯勒参与密谋的证据因而不得不将其释放。

## 审判身死

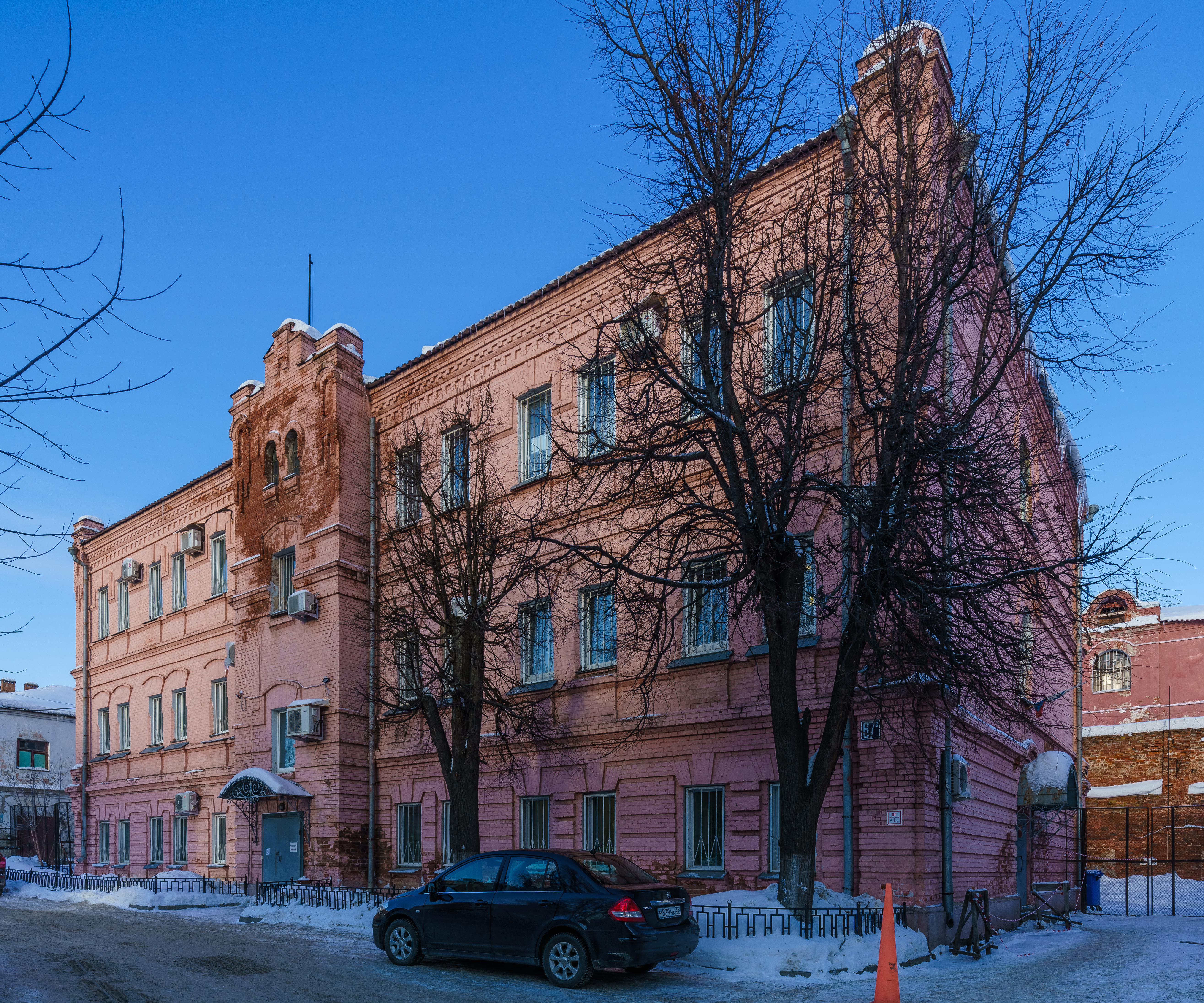
弗拉基米尔中央监狱

克莱斯特于1945年4月25日在巴伐利亚被美军逮捕，并移交给英国军队。1946年9月，他被引渡到南斯拉夫，在那里经过审判，他因战争罪被判处15年徒刑。它在審判中說：
|  | 如果接到军令，就必须服从。这就是军令和政令之间的巨大差异。 “无论是在数量上还是在装备上的重要性上，俄罗斯人都比我们这些珍贵但勇敢的德国人强五倍。 最近我在这所监狱中从德国军队退伍，并被告知我在所谓的第七号战犯名单上。 我根本不知道自己可能犯下什么战争罪。 重要的是我问心无愧。 |

1948年，他被引渡到苏联，在那里他被指控犯有战争罪。经过审判，他被判处25年监禁。1954年11月13日，克莱斯特由於心脏衰竭死于弗拉基米尔中央监狱。他是在苏联战俘中死于俄国俘虏中最高级别的将官。克莱斯特被安葬在监狱围墙附近的弗拉基米尔市政公墓。
1955年10月，德国总理康拉德·阿登纳访问莫斯科后，苏联遣返了剩余的14,000名被判犯有战争罪的德国战俘。克莱斯特的尸体被挖掘出来，穿着陆军元帅的制服并被送回德国安葬。

## 生平履歷
- 第一次世界大战，陆军中尉和近卫骠骑兵第一团上尉连长。

- 1928年，任第2骑兵师参谋长
- 1931年，任驻波茨坦的步兵第9团团长
- 1932年，任骑兵第2师师长，晋升为少将。
- 1936年，任驻布雷斯劳的第8军军长，晋升为骑兵上将。
- 1938年，被要求免职退役。
- 1940年，重新入伍，第1裝甲集团军军长、A集团军群群的裝甲兵團司令，荣获骑士十字勋章，并晋升为大将。
- 1942年9月，接替李斯特元帅为A集团军群司令，并晋升为元帅。
- 1944年3月，被希特勒解除一切职务并退役。